# Земетресение в Истанбул (2019)
Истанбулското земетресение през 2019 г. е земетресение с магнитуд 5,8 по Рихтер, което разтърсва югозападната част на Истанбул на 26 септември 2019 г. в 13:59 ч. местно време.
Един човек умира от инфаркт, а 43 души са ранени. Земетресението е усетено в Истанбул, Текирдаг, Къркларели, Коджаели и Сакаря.

## Предистория
Северноанадолската разломна система е система от свличане на разломи, разположена в северната част на Анадолската плоча, която се намира между относително неподвижната Евразийска плоча на север и Арабската плоча на юг. С дължина приблизително 1500 км, системата от разломи в Северен Анадол преминава на около 20 км южно от Истанбул. На определени интервали по разлома се случват силни земетресения.
Последните големи земетресения в разломната система се случват през 1999 г. На 17 август земетресението в Измит (7,4 Mw) убива 17 480 души. На 12 ноември друго земетресение в близкия град Дюздже (7,2 Mw) убива 845 и ранява 4948 души.
Много сеизмолози са съгласни, че има много голям шанс за земетресение с магнитуд 7 или по-висок преди 2030 г., което ще бъде причинено от счупването на Северноанадолската разломна линия под Мраморно море, южно от Истанбул.

## Земетресение
Три дни преди основното земетресение, на 23 септември, в югозападната част на Истанбул се случва залюляване, чиято степен е 4,6 по скалата на Рихтер. Два часа преди земетресението, в 12:00 на обяд, земетресение с магнитуд 2,9 се случва в Силиври.
Земетресението се случва в 13:59 местно време в западния край на секцията Кумбургаз на Северноанадолския разлом под Мраморно море, на дълбочина от 6,99 km като движение на приплъзване. Различни източници посочват величината като 5,7 Mw и 5,8 ML.
След основното земетресение са докладвани над 300 вторични труса.

## Щети
Училищата и болниците са евакуирани след земетресението. Валията на Истанбул Али Йерликая обявява, че училищата са затворени за деня. AFAD предлага да не се влиза в повредените сгради. Вторичен трус с магнитуд 4,1 е докладван 25 минути след основния трус.
Първото съобщение на президента Реджеп Тайип Ердоган посочва 8 ранени. По-късни съобщения заявяват, че общо 43 са ранени предимно от паника, а един човек с известно сърдечно заболяване е починал поради сърдечен удар.
След земетресението са регистрирани 188 вторични труса с максимален магнитуд 4,1. Общо 473 сгради са докладвани като повредени на AFAD.
Минарето на джамията Aвджълар Хаджъ Ахмет Tюкенмез се срутва. Три защитени стари сгради са повредени в Балат и разрушени от общината по-късно през деня. Излитанията и кацанията на летище Сабиха Гьокчен са временно спрени, но полетните операции са възобновени, след като пистата е проверена за потенциални повреди и е счетена за безопасна.
AFAD съобщава за щети на стените на града близо до университета Истанбул Бируни, пукнатини в някои сгради в някои квартали, щети в две сгради в Султангази и Еюп и евакуация на сграда в Шириневлер.
Мобилното покритие на Türk Telekom, Turkcell и Vodafone е прекъснато в цялата страна за известно време след земетресението, докато мобилните интернет услуги и стационарните телефони не са засегнати.